# سنفية زغبية
سنفية زغبية (الاسم العلمي:Epilobium pubens) هو نوع من النباتات يتبع جنس السنفية من الفصيلة الأخدرية.